# Pop Ivan (Maramureș)
Ne doit pas être confondu avec Pip Ivan (Tchornohora).
Pop Ivan (ukrainien : Піп Іван - Pip Ivan soit « pope Ivan ») est un sommet de 1 936 mètres d'altitude des Carpates orientales roumaines et ukrainiennes, sur la frontière roumano-ukrainienne, à la limite entre respectivement le județ de Maramureș (versants sud-ouest) et l'oblast de Transcarpatie (versants nord-est) de la région historique de Marmatie-Ruthénie qui fait partie du bassin versant de la Tisa, affluent du Danube,.